# تشارلز ديكسون
تشارلز ديكسون هو سياسي كندي، ولد في 1746، وتوفي في 3 سبتمبر 1796. انتخب عضو مجلس نواب نوفا سكوشا.